# Röserenbach
Der Röserenbach ist ein etwa 6 km langer Bach in der Nordwestschweiz. Er ist ein westlicher und linker Zufluss der Ergolz.

## Verlauf
Der Röserenbach entspringt auf einer Höhe von etwa 600 m ü. M. in der Nähe des Dorfs Gempen auf dem Gemeindeboden von Nuglar-St. Pantaleon.
Er durchfliesst vom Gempenplateau aus das Röserental, läuft dann durch waldiges Gebiet und mündet schliesslich in Liestal auf einer Höhe von 301 m ü. M. unterirdisch verdolt von links in die Ergolz.